# San Rafael (Esparza)
San Rafael è un distretto della Costa Rica facente parte del cantone di Esparza, nella provincia di Puntarenas.